# Cirroteuthis muelleri
Cirroteuthis muelleri is een inktvissensoort uit de familie van de Cirroteuthidae. De wetenschappelijke naam van de soort is voor het eerst geldig gepubliceerd in 1836 door Eschricht.